# Satz von Segre (Projektive Geometrie)

Zur Definition eines endlichen Ovals: Tangente, Sekanten, ist die Ordnung der projektiven Ebene (Anzahl der Punkte auf einer Gerade −1)

Der Satz von Segre, benannt nach dem italienischen Mathematiker Beniamino Segre, ist in der projektiven Geometrie die Aussage:
- In einer endlichen pappusschen projektiven Ebene ungerader Ordnung ist jedes Oval ein Kegelschnitt.

Die Aussage wurde 1949 von den finnischen Mathematikern G. Järnefelt und P. Kustaanheimo vermutet und ihr Beweis 1955 von B. Segre publiziert.
Eine endliche pappussche projektive Ebene kann man sich in inhomogenen Koordinaten wie die reelle projektive Ebene beschrieben denken, nur dass man statt der reellen Zahlen einen endlichen Körper {\displaystyle K} benutzt. Ungerader Ordnung bedeutet, dass {\displaystyle |K|=n} ungerade ist. Ein Oval ist eine kreisähnliche Kurve (s. u.): Eine Gerade schneidet höchstens 2-mal und in jedem Punkt gibt es genau eine Tangente. Die Standardbeispiele von Ovalen sind die nicht ausgearteten (projektiven) Kegelschnitte.
Der Satz von Segre hat für endliche Ovale eine sehr große Bedeutung, da es im pappusschen ungeraden Fall außer den Kegelschnitten keine weiteren Ovale geben kann. Im Gegensatz zu geraden pappussche Ebenen: Hier gibt es Ovale, die keine Kegelschnitte sind (s. Satz von Qvist). In unendlichen pappusschen Ebenen gibt es Ovale, die keine Kegelschnitte sind. Im Reellen muss man nur einen Halbkreis glatt mit einer geeigneten Halbellipse zusammensetzen.
Der Beweis des Satzes für den Nachweis, dass das gegebene Oval ein Kegelschnitt ist, wird mit Hilfe der 3-Punkte-Ausartung des Satzes von Pascal geführt. Dabei wird die für Körper ungerader Ordnung typische Eigenschaft, dass das Produkt aller Elemente, die nicht 0 sind, gleich −1 ist, verwendet.

## Definition eines Ovals
- Eine Menge {\displaystyle {\mathfrak {o}}} von Punkten in einer projektiven Ebene heißt Oval, wenn

(1) Eine beliebige Gerade {\displaystyle g} trifft {\displaystyle {\mathfrak {o}}} in höchstens 2 Punkten.
 Falls {\displaystyle |g\cap {\mathfrak {o}}|=0} ist, heißt {\displaystyle g} Passante, falls {\displaystyle |g\cap {\mathfrak {o}}|=1} ist, heißt {\displaystyle g} Tangente und falls {\displaystyle |g\cap {\mathfrak {o}}|=2} ist, heißt {\displaystyle g} Sekante.
(2) Zu jedem Punkt {\displaystyle P\in {\mathfrak {o}}} gibt es genau eine Tangente {\displaystyle t}, d. h. {\displaystyle t\cap {\mathfrak {o}}=\{P\}}.
Für endliche projektive Ebenen (d. h. die Punktmenge und Geradenmenge sind endlich) gilt
- In einer projektiven Ebene der Ordnung {\displaystyle n} (d. h. jede Gerade enthält {\displaystyle n+1} Punkte) ist eine Menge {\displaystyle {\mathfrak {o}}} genau dann ein Oval, wenn {\displaystyle |{\mathfrak {o}}|=n+1} ist und keine drei Punkte von {\displaystyle {\mathfrak {o}}} kollinear (auf einer Gerade) liegen.

## 3-Punkte-Ausartung des Satzes von Pascal

Für den Beweis ist die Tangente in

Satz:
Es sei {\displaystyle {\mathfrak {o}}} ein Oval in einer pappusschen projektiven Ebene der Charakteristik {\displaystyle \neq 2}.

{\displaystyle {\mathfrak {o}}} ist genau dann ein nicht ausgearteter Kegelschnitt, falls die folgende Aussage (P3) gilt:
(P3):  Ist {\displaystyle P_{1},P_{2},P_{3}} ein beliebiges Dreieck auf {\displaystyle {\mathfrak {o}}} und ist {\displaystyle {\overline {P_{i}P_{i}}}} die Tangente in {\displaystyle P_{i}} an {\displaystyle {\mathfrak {o}}}, so sind die Punkte
{\displaystyle P_{4}:={\overline {P_{1}P_{1}}}\cap {\overline {P_{2}P_{3}}},\ P_{5}:={\overline {P_{2}P_{2}}}\cap {\overline {P_{1}P_{3}}},\ P_{6}:={\overline {P_{3}P_{3}}}\cap {\overline {P_{1}P_{2}}}}
kollinear.
Beweis:

Zum Beweis des 3P-Pascal-Satzes

Die projektive Ebene werde in inhomogenen Koordinaten über dem Körper {\displaystyle K} so dargestellt, dass {\displaystyle P_{3}=(0),\;g_{\infty }} die Tangente in {\displaystyle P_{3},\ (0,0)\in {\mathfrak {o}}}, die x-Achse die Tangente im Punkt {\displaystyle (0,0)} ist und {\displaystyle {\mathfrak {o}}} den Punkt {\displaystyle (1,1)} enthält. Ferner sei {\displaystyle P_{1}=(x_{1},y_{1}),\;P_{2}=(x_{2},y_{2})\ .} (s. Bild)

Das Oval {\displaystyle {\mathfrak {o}}} lässt sich mit Hilfe einer Funktion {\displaystyle f\colon K\mapsto K} so beschreiben:
{\displaystyle {\mathfrak {o}}=\{(x,y)\in K^{2}\;|\;y=f(x)\}\ \cup \{(\infty )\}\;.}
Die Tangente im Punkt {\displaystyle (x_{0},f(x_{0}))} werde mit Hilfe einer Funktion {\displaystyle f'} durch die Gleichung
{\displaystyle y=f'(x_{0})(x-x_{0})+f(x_{0})}
beschrieben. Es gilt dann (s. Bild)
{\displaystyle P_{5}=(x_{1},f'(x_{2})(x_{1}-x_{2})+f(x_{2}))\;} und {\displaystyle P_{4}=(x_{2},f'(x_{1})(x_{2}-x_{1})+f(x_{1}))\;.}
I: Falls {\displaystyle {\mathfrak {o}}} ein nicht ausgearteter Kegelschnitt ist, ist {\displaystyle f(x)=x^{2}} und {\displaystyle f'(x)=2x} und man rechnet leicht nach, dass {\displaystyle P_{4},P_{5},P_{6}} kollinear sind (siehe Parabel).
II: Falls {\displaystyle {\mathfrak {o}}} ein Oval mit der Eigenschaft (P3) ist, ist die Steigung der Gerade {\displaystyle {\overline {P_{4}P_{5}}}} gleich der Steigung der Gerade {\displaystyle {\overline {P_{1}P_{2}}}}, d. h. es ist
{\displaystyle f'(x_{2})+f'(x_{1})-{\frac {f(x_{2})-f(x_{1})}{x_{2}-x_{1}}}={\frac {f(x_{2})-f(x_{1})}{x_{2}-x_{1}}}} und damit gilt
(i): {\displaystyle (f'(x_{2})+f'(x_{1}))(x_{2}-x_{1})=2(f(x_{2})-f(x_{1}))} für alle {\displaystyle x_{1},x_{2}\in K}.
Mit {\displaystyle f(0)=f'(0)=0} erhält man
(ii): {\displaystyle f'(x_{2})x_{2}=2f(x_{2})} und mit {\displaystyle f(1)=1} folgt
(iii): {\displaystyle f'(1)=2\;.}
Aus (i) und (ii) ergibt sich
(iv): {\displaystyle f'(x_{2})x_{1}=f'(x_{1})x_{2}} und mit (iii) schließlich
(v): {\displaystyle f'(x_{2})=2x_{2}} für alle {\displaystyle x_{2}\in K}.
Aus (ii) und (v) folgt
{\displaystyle f(x_{2})=x_{2}^{2},\;x_{2}\in K}.
Also ist {\displaystyle {\mathfrak {o}}} ein nicht ausgearteter Kegelschnitt.
Bemerkung:
1. Die Eigenschaft (P3) ist in pappusschen Ebenen der Charakteristik 2 für alle Ovale mit einem Knoten N (alle Geraden durch N sind Tangenten) erfüllt. Also auch für Ovale, die keine Kegelschnitte sind.[1]
2. Der 3-Punkte-Pascal-Satz ist auch für Ovale in unendlichen pappusschen Ebenen über Körper der Charakteristik {\displaystyle \neq 2} gültig.

## Aussage und Beweis des Satzes von Segre
Satz:
Ein Oval {\displaystyle {\mathfrak {o}}} in einer endlichen pappusschen projektiven Ebene ungerader Ordnung ist ein nicht ausgearteter Kegelschnitt.
Beweis:

3-Punkte-Ausartung des Satzes von Pascal, für den Beweis ist

Satz von Segre: zum Beweis

Zum Beweis wird nachgewiesen, dass das Oval die Eigenschaft (P3) der 3-Punkte-Ausartung des Satzes von Pascal (s. o.) erfüllt.
Sei also {\displaystyle P_{1},P_{2},P_{3}} ein beliebiges Dreieck auf {\displaystyle {\mathfrak {o}}} und {\displaystyle P_{4},P_{5},P_{6}} wie in (P3) erklärt. Die pappussche Ebene wird so in inhomogenen Koordinaten über einem endlichen Körper {\displaystyle K} dargestellt, dass {\displaystyle P_{3}=(\infty ),\;P_{2}=(0),\;P_{1}=(1,1)} und {\displaystyle (0,0)} der Schnittpunkt der Tangenten in {\displaystyle P_{2}} und {\displaystyle P_{3}} ist. Das Oval {\displaystyle {\mathfrak {o}}} lässt sich mit Hilfe einer bijektiven Funktion {\displaystyle f\colon K^{*}:=K\cup \setminus \{0\}\mapsto K^{*}} darstellen:
{\displaystyle {\mathfrak {o}}=\{(x,y)\in K^{2}\;|\;y=f(x),\;x\neq 0\}\;\cup \;\{(0),(\infty )\}\;.}
Ist nun {\displaystyle P=(x,y),\;x\in K\setminus \{0,1\}}, so ist {\displaystyle m(x)={\tfrac {f(x)-1}{x-1}}} die Steigung der Sekante {\displaystyle {\overline {PP_{1}}}\;.} Da sowohl {\displaystyle x\mapsto f(x)-1} als auch {\displaystyle x\mapsto x-1} eine Bijektion von
{\displaystyle K\setminus \{0,1\}} auf {\displaystyle K\setminus \{0,-1\}} ist, und {\displaystyle x\mapsto m(x)} eine Bijektion von {\displaystyle K\setminus \{0,1\}} auf {\displaystyle K\setminus \{0,m_{1}\}} ist, wobei {\displaystyle m_{1}} die Steigung der Tangente in {\displaystyle P_{1}} ist, gilt für {\displaystyle K^{**}:=K\setminus \{0,1\}\;:}
{\displaystyle \prod _{x\in K^{**}}(f(x)-1)=\prod _{x\in K^{**}}(x-1)=1\quad {\text{und}}\quad m_{1}\cdot \prod _{x\in K^{**}}{\frac {f(x)-1}{x-1}}=-1\;.}
(Man beachte: Für {\displaystyle K^{*}:=K\setminus \{0\}} gilt:
{\displaystyle \displaystyle \prod _{k\in K^{*}}k=-1\;.})

Also ist
{\displaystyle -1=m_{1}\cdot \prod _{x\in K^{**}}{\frac {f(x)-1}{x-1}}=m_{1}\cdot {\frac {\displaystyle \prod _{x\in K^{**}}(f(x)-1)}{\displaystyle \prod _{x\in K^{**}}(x-1)}}=m_{1}\;.}
Da die Steigungen von {\displaystyle {\overline {P_{5}P_{6}}}} und der Tangente
{\displaystyle {\overline {P_{1}P_{1}}}} beide {\displaystyle -1} sind, ergibt sich
{\displaystyle {\overline {P_{1}P_{1}}}\cap {\overline {P_{2}P_{3}}}=P_{4}\in {\overline {P_{5}P_{6}}}}.
Dies gilt für jedes Dreieck {\displaystyle P_{1},P_{2},P_{3}\in {\mathfrak {o}}}.
Also gilt die Eigenschaft (P3) der 3-Punkte-Ausartung des Satzes von Pascal und das Oval ist ein nicht ausgearteter Kegelschnitt.